# Microlaimus aequisetosus
Microlaimus aequisetosus is een rondwormensoort uit de familie van de Microlaimidae.